# ATP Challenger Jaipur
Der ATP Challenger Jaipur (offiziell: Jaipur Challenger) war ein Tennisturnier, das 1999 einmal in Jaipur, Indien, stattfand. Es gehörte zur ATP Challenger Tour und wurde im Freien auf Rasen gespielt.

## Liste der Sieger

### Einzel
| Jahr | Sieger       | Finalgegner | Ergebnis |
| ---- | ------------ | ----------- | -------- |
| 1999 | Leander Paes | Barry Cowan | 7:6, 6:4 |

### Doppel
| Jahr | Sieger                        | Finalgegner                   | Ergebnis      |
| ---- | ----------------------------- | ----------------------------- | ------------- |
| 1999 | Tomáš Anzari Satoshi Iwabuchi | Ivo Karlović Juri Schtschukin | 7:6, 4:6, 7:6 |